# Jah Division
Не путать с британской группой Joy Division
Jah Division (Джа Диви́жн) — российский музыкальный коллектив, играющий музыку регги. Одна из первых регги-групп в стране, возникла в начале 1990-х годов в Москве.

## История
Основателем группы является Герберт Моралес — сын кубинского революционера Леопольдо Моралеса, соратника Че Гевары.
Моралес некоторое время сотрудничал с калининградским «Комитетом охраны тепла» в качестве сессионного гитариста на концертах и во время студийных записей.
В России и на территории стран СНГ «Джа Дивижн» приобрела за годы существования культовый статус и пользуется популярностью в своей субкультуре. Но известность группы вышла за пределы «тусовки». Первый телеэфир с участием «Джа Дивижн» состоялся ещё в 1992 году в утренней программе одного из центральных каналов, с тех пор Моралеса неоднократно приглашали в различные передачи, одного или вместе с музыкантами группы. Он часто даёт интервью печатным СМИ и снялся в эпизодической роли наркоторговца в кинофильме «Сматывай удочки».
Начиналась творческая карьера «Джа Дивижн» с личного творческого вклада Герберта Моралеса как поэта и музыканта. Имея смутное представление о том, как играть регги, Гера Моралес приобретал теоретические основы, расспрашивая студентов-африканцев. Первое выступление Герберта Моралеса с программой своих песен состоялось в клубе «Ладога» в 1988 году.
Герберт Моралес: «Первое выступление «Джа Дивижн» с концертной программой из пяти песен произошло в Доме журналиста в 1991 году… На данном концерте присутствовал БГ. На концерте большая часть публики были панки…».
Герберт Моралес стал родоначальником идеологического растафарианского образа благодаря дредам, которые ему заплели регги-музыканты в 1991-м году (Дим-Дим, Филипп Никоноров, Олди и др.).
В том же году выпущен манифест «Джа Дивижн», в котором изложены основные идеологические моменты раста-движения в России. Первое выступление с полноценной программой «корневого регги» состоялось в клубе «Форпост» в 1992 году на фестивале, посвященному дню рождения Боба Марли, на котором играли: «Комитет охраны тепла», «Джа Дивижн», группа Димы Васильева, Третья Грань. Затем Герберт Моралес как сессионный гитарист участвовал в записи единственного студийного альбома «Комитета охраны тепла» на телевидении в Останкино. В том же году «Джа Дивижн» выступили в Риге на регги-фестивале, организованном Карлом Хламкиным.
Помимо России, коллектив выступал в Латвии, Германии, Польше, Черногории, Эстонии, Индии и странах СНГ. В 2008 году «Джа Дивижн» принимали участие на международном регги-фестивале «Ostroda», где играли на одной сцене с корифеями жанра — Максом Ромео и Ай Джаманом Леви и др. В этом же году в Польше «Джа Дивижн» начали записывать альбом с новыми песнями.
Герберт Моралес тесно сотрудничает с регги-группой из Польши — «Dubska», с которой совместно записали альбом «ДабскаДивижн». Герберт Моралес и «Dubska» выступали на различных фестивалях в Польше.
Летом 2011 года «Джа Дивижн» в Перми на фестивале «Белые ночи» представил новое звучание группы.

## Дискография
- 1992 — Индюки златоглавые (live) [MC]
- 1994 — Концерт в ДК Горбунова (live) [MC]
- 1995 — Cubana [MC]
- 2000 — Jah Division
- 2001 — Live in Forpost club
- 2001 — Ten years of Jah division (live in Forpost club) [MC]
- 2002 — Live in Warsaw
- 2002 — The single
- 2002 — Пассионарии Джа. День независимости
- 2003 — Recycled
- 2003 — Пассионарии Джа (live in Forpost club)
- 2004 — The best
- 2004 — День рождения (live)
- 2005 — Cubana
- 2006 — Закат
- 2007 — All music
- 2007 — Эссенция
- 2009 — Гений пламенных речей (Maxi-Single)
- 2012 — Поднимайте сердца (feat. NetSlov) (Maxi-Single)